# Ytterhogdal
Ytterhogdal is een plaats in de gemeente Härjedalen in het landschap Hälsingland en de provincie Jämtlands län in Zweden. De plaats heeft 603 inwoners (2005) en een oppervlakte van 227 hectare. De plaats ligt aan het meer Kyrksjön en ligt gedeeltelijk op een eiland.

## Verkeer en vervoer
Bij de plaats lopen de E45, Länsväg 296 en Länsväg 314.